# Barabbas
För andra betydelser, se Barabbas (olika betydelser).

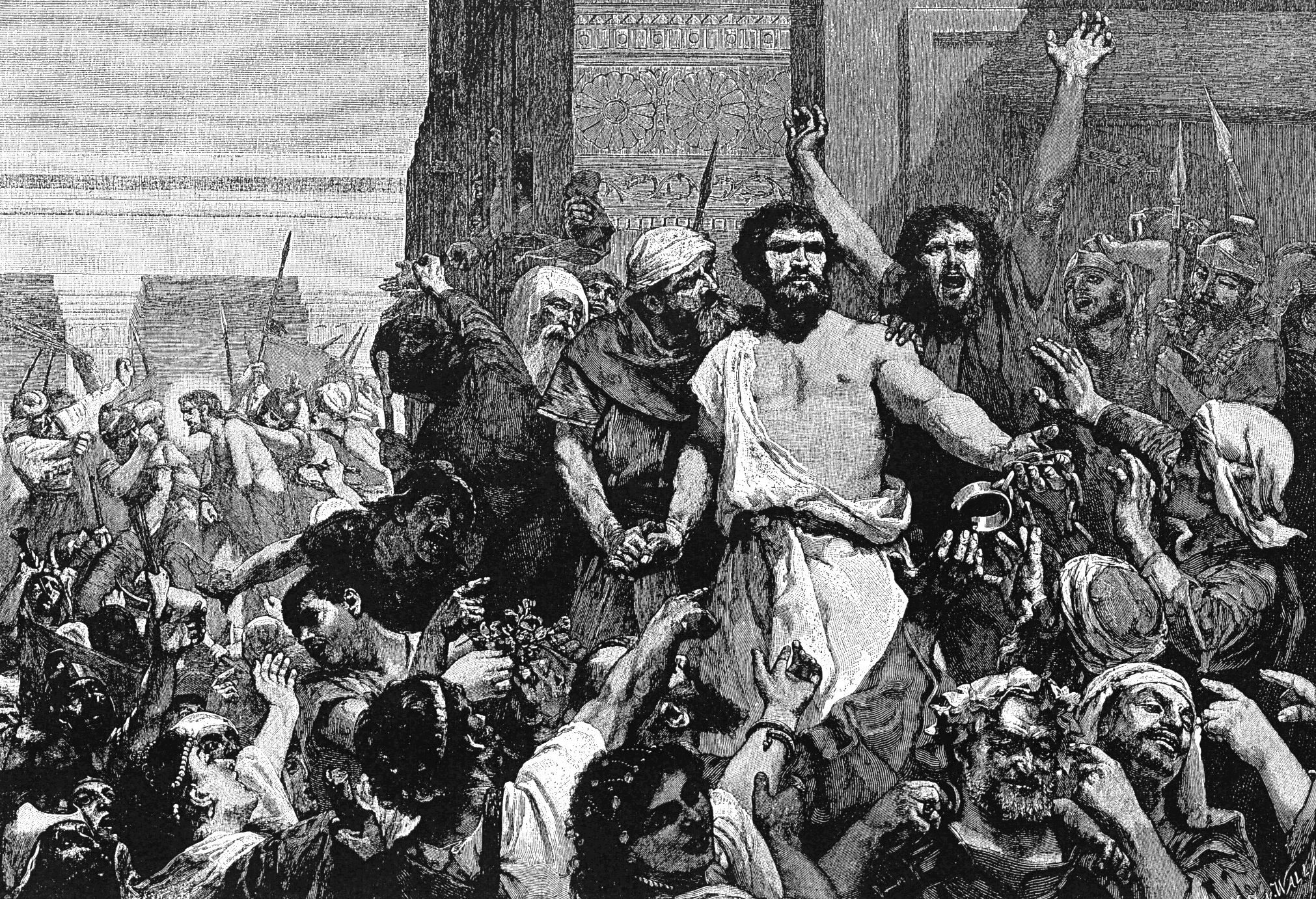
"Ge oss Barabbas!" Illustration från Volym 9 av The Bible and its Story Taught by One Thousand Picture Lessons (1910).

Barabbas (arameiska: בר-אבא, Bar-abbâ, "faderns son"), ibland kallad Jesus Barabbas, var en förbrytare som är omnämnd i evangeliernas berättelse om Jesu lidande. Han hade fängslats för att ha deltagit i ett upplopp.
Pilatus lät den upphetsade folkmassan välja huruvida han vid påskhögtiden skulle frige Jesus eller Barabbas, och de valde då den senare. Barabbas omnämns i Matteusevangeliet 27:15–26, Markusevangeliet 15:6–15, Lukasevangeliet 23:13–25 och Johannesevangeliet 18:40.
Historien om Barabbas är av särskild samhällelig betydelse, då den ofta använts för att ge judarna skulden för Jesu korsfästelse och därmed också berättiga antisemitism. Gestalten har även inspirerat olika författare och konstnärer, inklusive Per Lagerkvist (Barabbas, 1950).

## Förbrytelse
Johannesevangeliet 18:40 hänvisar till Barabbas som en lēstēs, ”bandit;” Markus och Lukas återger att Barabbas varit inblandad i ett upplopp. Matteus refererar till Barabbas enbart som en ”notorisk fånge.” Somliga forskare antar att Barabbas var medlem av en militant judisk rörelse, sicarii, som genom våld sökte störta de romerska besittarna av deras land, och uppmärksammar att Markus (15:7) omnämner att Barabbas begått ett mord i en revolt.
Sicarii och judarnas pågående revolt mot utländsk närvaro i Judéen har diskuterats flitigt av Robert Eisenman; många historiker menar att sicarii inte uppstod förrän mellan 40 och 50 e.Kr., alltså efter Jesu avrättning. Diverse författare påstår att Barabbas förbrytelse idag skulle tolkas som terrorism. Andra argumenterar för att han skulle ha varit en frihetskämpe, då han organiserade en självständighetskampanj mot den romerska imperialismen.

## ”Jesus Barabbas”
Enligt Bibel 2000 lyder Matt. 27:17: ”Vem vill ni att jag skall frige, Jesus Barabbas (grekiska: Iēsoun ton Barabban) eller den Jesus som kallas Messias (Iēsoun ton legomenon Christon)”?
Vissa tidiga syrianska manuskript presenterar Barabbas som Jesus bar Abbas. Namnet Barabbas består av två element: bar, som betyder ”son av”, och Abba som betyder ”fader” på arameiska.

## Var Barabbas och Jesus samma person?
Jesus hänvisade ibland till Gud som ”fader;” Jesu användning av det arameiska ordet Abba förblir oöversatt i de flesta bibelöversättningar. I evangelierna benämner Jesus sällan sig själv som ”Guds son”, dock spekuleras det om att Jesus kan ha refererat till sig själv som ”bar-Abbâ”, det vill säga ”sonen av fadern”.
Därför existerar det idag en spridd tolkning att den häktade man, vilken den judiska folksamlingen ville frige faktiskt var Jesus själv. Pontius Pilatus vägrade och skulle med ganska hög sannolikhet ha blivit tuktad av sina överordnade i Rom om han inte straffade den, vilken påstod sig vara judarnas konung. Senare, när människor som inte förstod arameiska återberättade historien, inneslöt de fortfarande yrkandet om frihet, men bar-Abbas kom att bli en separat person.